# ソウルスカイ
ソウルスカイ（韓国語: 서울스카이、英語: Seoul Sky）は、大韓民国のソウル特別市松坡区新川洞にあるロッテワールドタワーの117階〜123階に位置する展望台である。117階は入場階、展望階、118階は入場階、スカイデッキ、119階はSKY FRIENDS CAFE、120階は出口階、スカイテラス、フォトゾーン、121階は出口階、店舗、122階はソウルスカイカフェ、123階はプレミアムラウンジバーの123ラウンジで構成されている。展望台は地上500m地点にあり、中華人民共和国上海にある上海中心の展望台（118階、高さ546m地点に設置）に次いで世界で2番目に高く、OECD諸国の中では最も高い展望施設である。117階と118階にメディアスタンドが4つずつ設置されている。スカイデッキは全面がガラス床となっており、最も高いガラス床の展望台である。
地上123階からは、ロッテワールド、マジックアイランド、サムスンSDSタワー、香郡タワー、トレードタワー、ロッテキャッスルゴールド、蚕室ザショップスターパーク、蚕室プルジオワールドマーク、ザショップスターリバー、漢江、石村湖、蚕室大橋、蚕室鉄橋、オリンピック大橋、天湖大橋、広津橋、松坡小学校、牙山中央病院、オリンピック公園、九里市、河南市、江南、テヘラン路、ソウルオリンピック主競技場、南漢山城、城南市、江北区、北漢山などが見える。

## 歴史
2009年に発表されたロッテワールドタワーの建設計画で最上部に展望施設が設けられることが示され、同年着工。2016年12月22日に完成後、2017年4月3日にオープンした。

## エレベーター
全てオーチス・エレベータ・カンパニー製である。シャトルエレベーター「スカイシャトル」の速度は分速600mで、地下2階・地下1階の出入口と117階・118階のソウルスカイ入場階までを約60秒で結ぶ。また、LGエレクトロニクスの協力により、スカイシャトルのかごの壁と天井は全面有機ELのスクリーンで覆われている。ドアが閉まると、ソウル市の歴史や景福宮、国会議事堂、蚕室野球場、ロッテワールドタワーなどの映像が映し出される。スカイシャトルの最大収容人数は1台あたり54人で、最大輸送能力のエレベーターとしてギネス世界記録に認定された。
- OD1-OD2（展望台シャトルエレベーター「スカイシャトル」、ダブルデッキ）：B2、B1、8、9、117、118、120、121
- OD3-OD4（展望台地下駐車場専用エレベーター）：B4-B1
- OD5（展望台内移動用エレベーター）：117-123
- OD6（展望台及びプレミアムラウンジ専用エレベーター）：121、123

## 施設構造
| 階数 | 施設                                                |
| ---- | --------------------------------------------------- |
| 123F | プレミアムラウンジバー（123ラウンジ、地上500m地点） |
| 122F | ソウルスカイカフェ                                  |
| 121F | お帰り口、ソウルスカイショップ                      |
| 120F | お帰り口、スカイテラス                              |
| 119F | スカイフレンズカフェ                                |
| 118F | 入場階、スカイデッキ                                |
| 117F | 入場階、スカイショー、スカイステーション            |
| B1F  | ソウルスカイロビー                                  |
| B2F  | スカイプラットフォーム（展示ゾーン）                |